# Canção

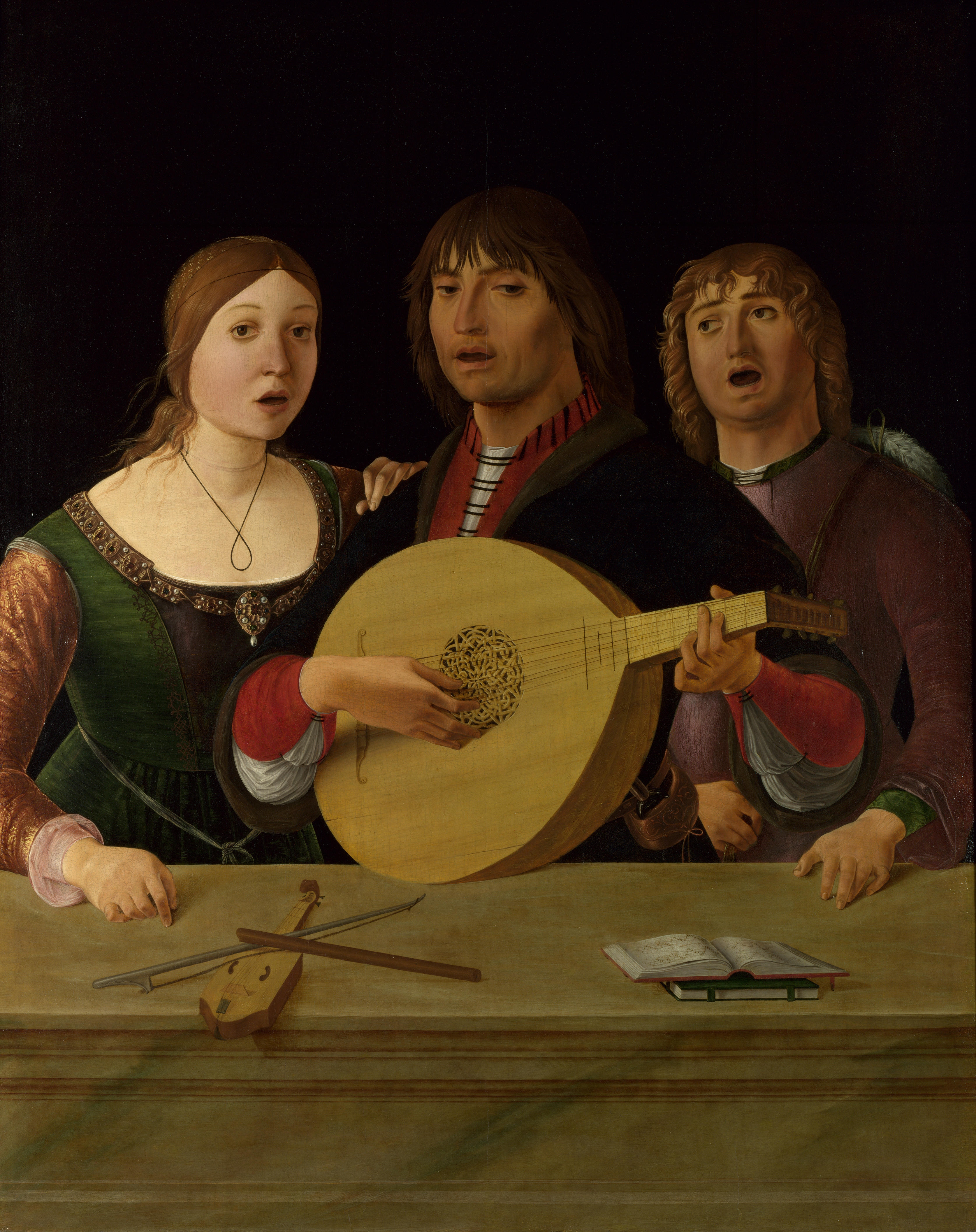
Trio Musical executando uma canção acompanhados de um alaúde tocado por um dos cantores. Das Konzert, The Concert - (c. 1490, Lorenzo Costa).

A canção é uma prática musical que remete ao ato de cantar. Normalmente, a canção é associada à voz, quando pode ser cantada com uma letra ou simplesmente sem palavras, como na técnica vocal da boca chiusa. A canção pode ser acompanhada por outros instrumentos ou à capela, sem acompanhamento. Existem, no entanto, muitas canções instrumentais na tradição ocidental onde estes "cantam" a melodia principal, conforme o termo musicológico, sem a necessidade de um texto ou de voz, portanto. 
A palavra canção, portanto, é usada para se referir a qualquer composição musical, incluindo aqueles que não possuem canto. Na música clássica europeia e na música em geral, a palavra pode ser usada para descrever uma composição sem palavras, como as do período romântico, que foram escritas por compositores como Mendelssohn e Piotr Ilitch Tchaikovski, e não são para a voz humana, mas para um instrumento (normalmente piano) e ainda assim são consideradas canções.

## Tipos de Canção

### Canções Artísticas
São canções que foram criadas para serem interpretadas de acordo com os atributos do cantor, geralmente com piano de acompanhamento, embora possam ter outros tipos de acompanhamento, tais como orquestra e quarteto de cordas que são sempre notados para ser recitada individualmente. Geralmente é exigido um treinamento de voz para um desempenho aceitável. As letras são frequentemente escritas por um poeta ou letrista em forma estrófica, já a música é feita separadamente por um compositor. As canções artísticas podem ser mais formais e complicadas em comparação com as canções comuns e são consideradas importantes para a identidade cultural de alguns países.

### Canções Populares e Folclóricas
É qualquer gênero musical acessível ao público em geral. Distingue-se da música folclórica por ser escrita e comercializada como uma mercadoria, sendo a evolução natural da música folclórica, que seria a música de um povo transmitida ao longo das gerações. Como o nome mesmo já diz, é a música do povo, oposta à chamada "música erudita" por ter o foco no intérprete e na performance numa determinada camada social.

### Outros tipos de Canção

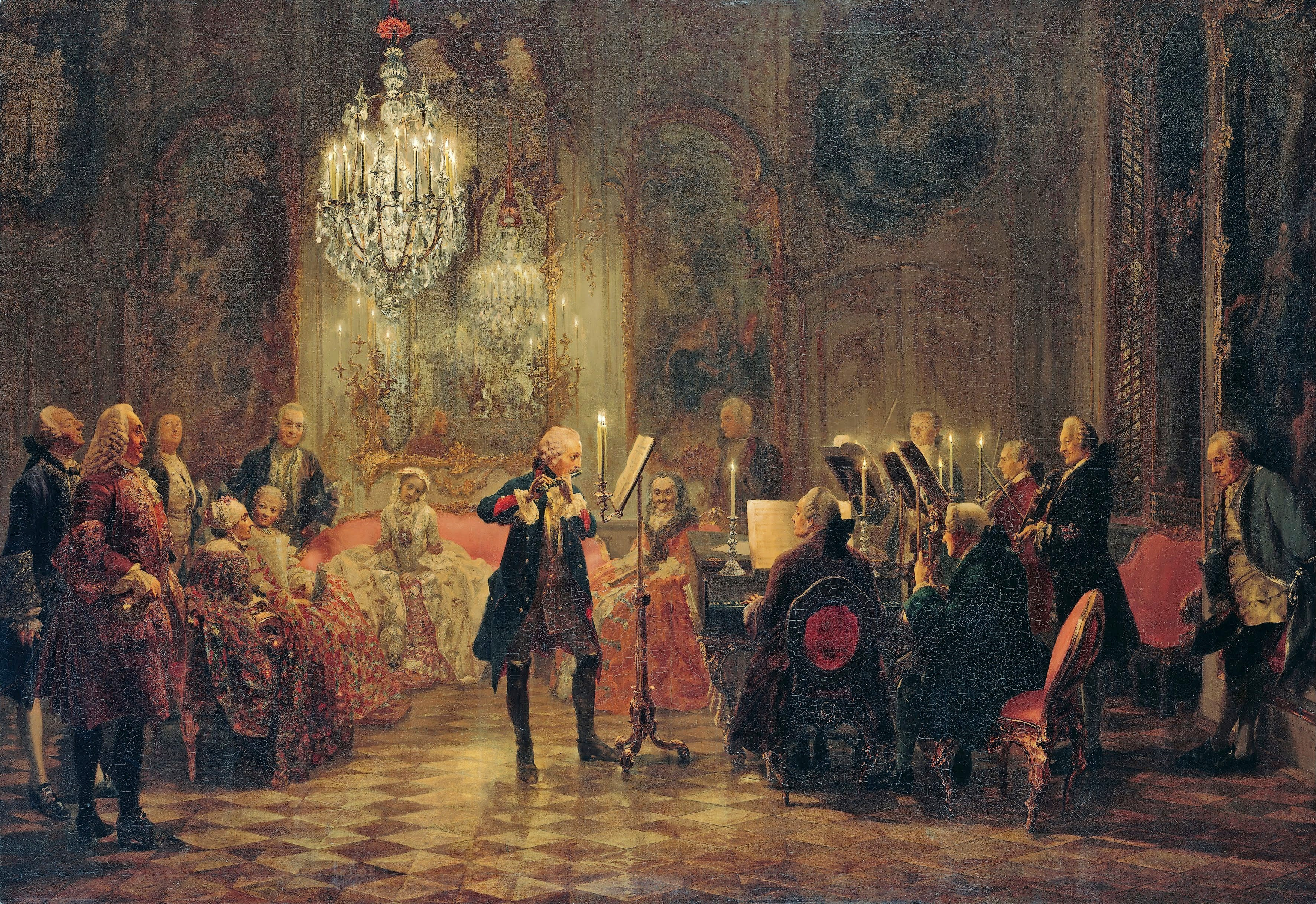
Um concerto de música erudita em 1852.

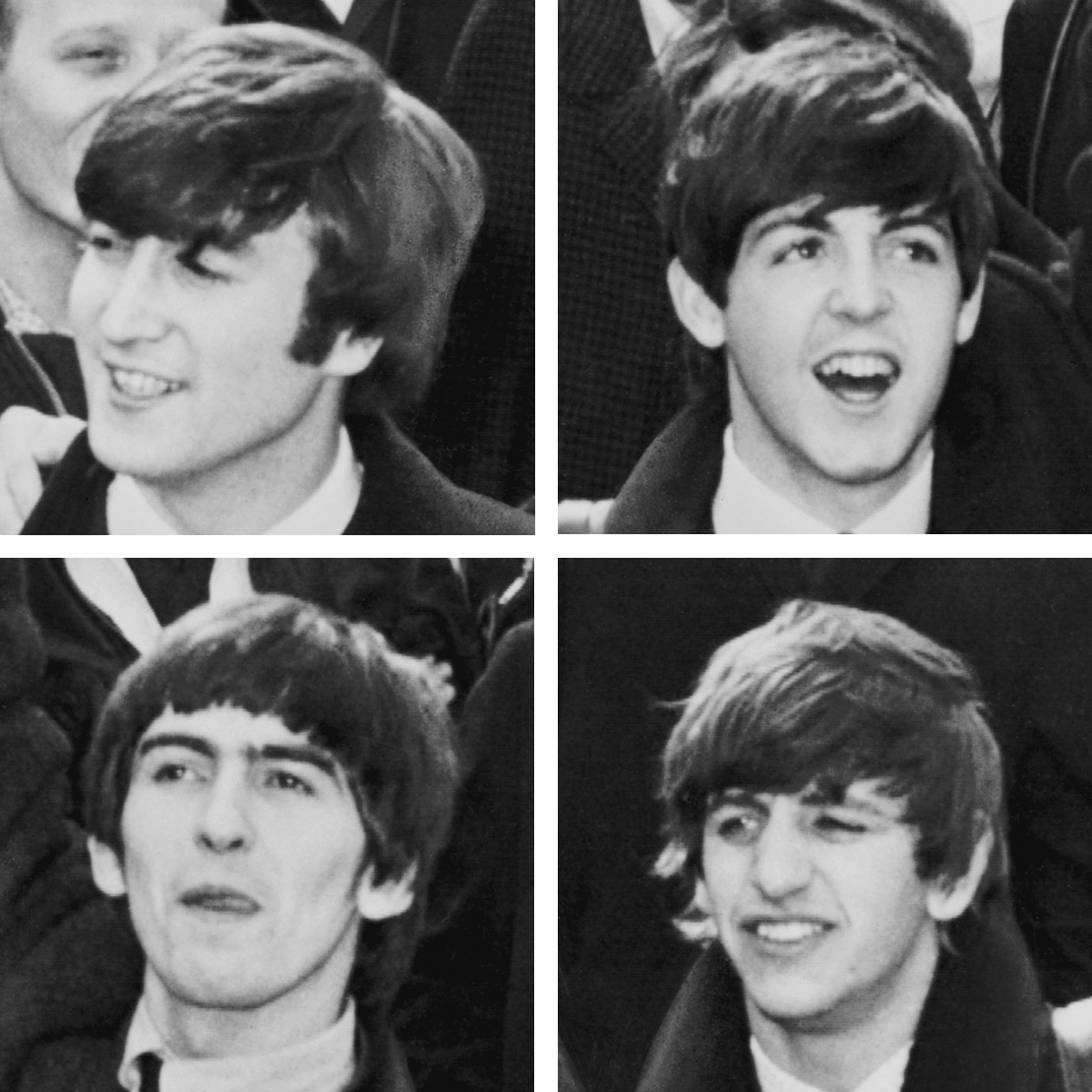
Banda de rock britânica The Beatles em 1964.

A palavra canção se tornou um tipo "ícone" usada a toda hora popularmente quando se referindo a uma variedade de pequenas composições curtas ou com arranjos populares, especialmente quando usando instrumentos modernos, não de orquestra ou de música de câmara ou, ainda até mesmo, se a composição não se encontra num dos moldes descritos acima.
- A cappella - Quando uma canção cantada não é acompanhada por nenhum instrumento musical (ou gravação de sons de instrumentos).
- Ária - 1) composição para uma voz; 2) cantiga, melodia ou, 3) parte que exprime o sentimento inspirado pelo assunto da cantata.
- Balada - frequentemente composta na Forma canção, típica música popular do Século XX, Nos EUA ballad refere-se a música pop.
- Canção folclórica - a forma "canção" mais antiga entre outras. Hoje seria chamada de Forma Estrófica.
- Canção de ninar ou cantiga - versos pequenos cantado e dividido em estrofes.
- Cântico - texto cantado em espírito de louvor, é similar ao hino.
- Cantiga de amor - estilo poético do trovador, originado em Portugal, Século XII ao XIV apresentado pelo amante para a amada.
- Canção de gesta - Um poema cantado épico, no século XI e XII.
- Canção polifonia - composição a várias vozes com um texto secular.
- Hino - pode ser de espírito religioso ou patriótico.
- Jingle - melodia curta usada em comerciais.
- Lamento - Um episódio nas óperas dos séculos XVII e XVIII, para canto ou recitativo antes do desfecho.

## Estrutura da Canção
Canções populares quase sempre têm uma estrutura bem definida. A estrutura tipicamente usada tem de três a cinco secções musicais separadas que são utilizadas em conjunto para formar uma música completa. A estrutura típica de uma canção é geralmente encontrada nesta ordem:
1. Introdução
2. Estrofe (frequentemente confundida com Verso, que faz parte da Estrofe)
3. Refrão
4. Estrofe
5. Refrão
6. Final

Há ainda outras partes que poderão aparecer, como a Ponte Musical, o Pré-Refrão, o Solo, a Coda, o Interlúdio ou Musicol. 
A estrutura acima é uma forma muito comum de música popular moderna. Isso inclui canções de pop, rock e heavy metal, além de praticamente todos os gêneros de canções populares e peças clássicas. Esta estrutura simples pode se se tornar complexa quando alterada em alguns aspectos, como, em vez de adicionar um coro único dois coros, ou em vez de terminar com a repetição do refrão adicionar uma parte específica para o último. A estrutura não deve ser muito complicada para não destruir o equilíbrio entre seus elementos componentes.